# Rehberg (Ebbegebirge)
Der Rehberg ist mit einer Höhe von 645,9 m ü. NHN (meistens wird die Höhe mit 646 m angegeben) nach der Nordhelle die zweithöchste Erhebung des Ebbegebirges und nicht zu verwechseln mit dem 427,7 Meter hohen Rehberg im Eggegebirge bei Bad Driburg-Langeland in Ostwestfalen.

## Lage
Der Berg ist Bestandteil des Hauptkamms des Gebirgszuges (Hohes Ebbe) im westlichen Sauerland und befindet sich am südlichen Rand des Gemeindegebietes von Herscheid im Märkischen Kreis (Regierungsbezirk Arnsberg in Nordrhein-Westfalen). Nur wenige hundert Meter südlich, unterhalb der Bergkuppe beginnt das Stadtgebiet von Meinerzhagen mit dem nahe gelegenen Stadtteil Valbert. Etwa gleich weit entfernt in östlicher Richtung befindet sich die Stadtgrenze zu Attendorn im Kreis Olpe. Nördlich, zu Herscheid gehörend, erstreckt sich in West-Ost-Richtung der Talgrund der Oester, die im Oberlauf Ebbebach genannt wird und zur nahe gelegenen Oestertalsperre angestaut wird, mit den hier gelegenen Weilern Ebbe, im Ebbe, Daum, Kiesbert und Reblin.
Der Gipfel der 662,7 m hohen Nordhelle liegt etwa 2,3 Kilometer westlich und der von ihm nur durch eine Senke getrennter Nebengipfel, der Waldberg mit einer Erhebung von 638 m ü. NHN befindet sich in nur gut einem km Entfernung in gleicher Richtung. In noch geringerer Entfernung im Osten erhebt sich die Rüenhardt (636 m hoch), die durch eine Schartenhöhe von lediglich etwa 20 Höhenmeter vom Rehberg abgegrenzt wird.

## Beschreibung
Während sich auf der Nordhelle der gleichnamige Sendeturm des WDR, ein Fernmeldeturm der Bundeswehr und als öffentlich zugänglicher Aussichtsturm der Robert-Kolb-Turm mit einer Amateurfunk-Relaisstation und auf dem Waldberg der Fernmeldeturm Ebbegebirge steht, ist der Rehberg frei von jeglicher Bebauung. Der Berg und seine Kuppe ist, von sehr kleinen Freiflächen abgesehen, durchweg bewaldet. Nadelhölzer, überwiegend Fichten, dominieren den Baumbestand.

## Naturschutz und Tourismus
Der Rehberg, wie auch der gesamte Höhenzug der Ebbe liegt zentral im 1964 eingerichteten Naturparks Ebbegebirge mit einer Fläche von 777 km².
Am Südhang des Berges bzw. in unmittelbarer Nähe wurden vier Naturschutzgebiete ausgewiesen, die sich alle auf dem Stadtgebiet von Meinerzhagen befinden. Im Einzelnen handelt es sich hierbei um die unter Naturschutz stehenden Flächen/Gebiete: Auf’m Ebbe/Ebbemoore mit 667,03 ha, Auf’m Ebbe/Langes Holz mit 66,63 ha, Auf’m Ebbe/Steimer Siepen mit 12,08 ha und Auf’m Ebbe/Wesebach-Tal/Wesebruch mit 17,76 ha. Sie bestehen überwiegend aus Quellgebieten und den hieraus entspringenden Bachläufen mit Bachauen, Torf- und Bruchwaldbestand, Hochmooren, schützenswerten Waldflächen und aus der forstwirtschaftlichen Nutzung herausgenommene Waldgebiete, die an den Außenrändern als Pufferzonen dienen.
→ Siehe auch: Liste der Naturschutzgebiete in Nordrhein-Westfalen#Märkischer Kreis
Neben etlichen gekennzeichneten Wanderwegen, die über den Rehberg verlaufen, führt der Robert-Kolb-Weg als einer der überregionalen Hauptwanderwege des Sauerländischen Gebirgsvereins über den Hauptkamm des Ebbegebirges und somit auch über die Kuppe dieses Berges.